# Sparkbrook
Sparkbrook – dzielnica w Birmingham, w Anglii, w West Midlands, w dystrykcie metropolitalnym Birmingham. W 2011 dzielnica liczyła 32415 mieszkańców.